# Brianna Hoy
Pour les articles homonymes, voir Hoy.
Pas d'image ? Cliquez ici

a Compétitions nationales et continentales officielles uniquement.

b Matchs officiels uniquement.
Dernière mise à jour le 26 octobre 2024.
Brianna Hoy, née le 7 juillet 2000 à Coffs Harbour (Australie), est une joueuse internationale australienne de rugby à XV évoluant au poste de pilier.

## Biographie
Brianna Hoy naît le 7 juillet 2000 à Coffs Harbour en Australie.
À l'automne 2023, Brianna Hoy participe en Nouvelle-Zélande au WXV sous les couleurs de l'équipe d'Australie.

## Palmarès

### En franchise
- Vainqueur du Super Rugby Women's en 2024.

### En équipe nationale
- Vainqueur du WXV 2 en 2024.